# Niccolò Albertini
Niccolò Albertini, O.P. (1250 - 1 de abril de 1321) foi um cardeal italiano, Deão do Sagrado Colégio dos Cardeais.

## Biografia
Nascido em Prato, era filho de Mainardo Alberti, conde de Prato, e Bartolomea Martini. Ele também é listado como Niccolò da Prato, como Nikolaus von Prato, e seu último nome como Alberti di Prato, Aubertini e Albertini; esta última forma foi adotada após a vida do cardeal.
Entrou na Ordem dos Pregadores em 1266, no convento de Santa Maria Novella, em Florença. Obteve o doutorado na Universidade de Paris. Professor de teologia no convento de Santa Maria sopra Minerva, em Roma. Procurador-geral de sua ordem em 1296, provincial em Roma, em 1297.
Eleito bispo de Spoleto e nomeado vigário do Papa Bonifácio VIII em Roma, em 1 de julho de 1299. Legado do Papa Bonifácio VIII antes os Reis Filipe IV da França e Eduardo I da Inglaterra, com a missão de conciliá-los, sendo bem-sucedido em sua missão. No seu retorno, foi nomeado novo Vigário-geral de Sua Santidade para o Roma, em 15 de maio de 1302.
Foi criado cardeal-bispo no consistório de 18 de dezembro de 1303, recebendo a sé suburbicária de Óstia-Velletri. Legado do Papa Bento XI, em Florença e Lombardia de 19 fevereiro a 14 de julho de 1304, ele levantou o interdito contra o primeiro.
Ele foi enviado para a França, com o cardeal Walter Winterburn, O.P., em uma missão para examinar a doutrina da Piergiovanni Olivi, O.F.M., que causou grande agitação em sua ordem. Ele acompanhou o rei Roberto d'Anjou il Saggio de Nápoles para o seu reino como legado. Legado, com cardeais Francesco Napoleone Orsini e Arnaud de Falguières, para coroar o imperador Henrique VII, em Roma em 19 de junho de 1311.
Legado diante do rei Filipe IV da França em 1312, realizando várias missões. É nomeado Decano do Colégio dos Cardeais, em agosto de 1313. Autor de Treaité du Paradis e de um trabalho sobre as eleições papais, De ratione Pontificalium Comitiorum habendorum.
Morreu em 1 de abril de 1321, em Avinhão e foi sepultado na igreja dos Dominicanos, na mesma cidade.

## Conclaves
- Conclave de 1304–1305 - participou da eleição do Papa Clemente V
- Conclave de 1314–1316 - participou como deão da eleição do Papa João XXII